# Michael Gunning
Michael James Gunning (29 aprile 1994) è un nuotatore giamaicano e britannico, che compete per la nazionale della Giamaica.

## Biografia
È apertamente omosessuale. Nel 2018 ha partecipato al reality show The Bi Life diretto da Courtney Act, dove ha fatto coming out nel finale della serie. È stato premiato con il Pride Award agli Attitude Pride Awards 2019 per il suo impegno nel dare visibilità alle persone LGBTQ+ nel mondo nello sport ed in Giamaica, Stato in cui i rapporti omosessuali sono criminalizzati.
Si è formato presso l'University of East London. 

### Carriera
La sua squadra di club è lo Stockport Metro. Originariamente ha gareggiato per la nazionale britannica, poi, nel giugno 2017, ha optato per la Giamaica.
Ha rappresentato la Giamaica ai Mondiali di Budapest 2017, dove ha realizzato il primato nazionale nei 200 metri stile libero, fissando il tempo in 1'50"00.
Ai campionati britannici del 2019 ha realizzato il primato nazionale nei 200 metri farfalla (1'59"60) e si è aggiudicato la medaglia di bronzo, dietro a Richard Nagy e Tom Beely.

## Record nazionali

### Seniores
- 200 metri stile libero: 1'50"00 ( Budapest, 24 luglio 2017)
- 200 metri farfalla: 1'59"60 ( Glasgow, 17 aprile 2019)[3]

## Palmarès
| Anno | Manifestazione      | Sede     | Evento             | Risultato | Prestazione | Note             |
| ---- | ------------------- | -------- | ------------------ | --------- | ----------- | ---------------- |
| 2017 | Mondiali            | Budapest | 200 m sl           | 43º       | 1'50"00     | Record nazionale |
| 2017 | Mondiali            | Budapest | 200 m farfalla     | 35º       | 2'01"73     |                  |
| 2017 | Universiadi         | Taipei   | 100 m farfalla     | 53º       | 55"92       |                  |
| 2017 | Universiadi         | Taipei   | 200 m farfalla     | 26º       | 2'03"43     |                  |
| 2019 | Mondiali            | Gwangju  | 200 m sl           | 42º       | 1'51"14     |                  |
| 2019 | Mondiali            | Gwangju  | 200 m farfalla     | 39º       | 2'02"89     |                  |
| 2019 | Giochi panamericani | Lima     | 200 m stile libero | 10º (FB)  | 1'52"10     |                  |
| 2019 | Giochi panamericani | Lima     | 200 m farfalla     | 12º (FB)  | 2'01"68     |                  |
| 2019 | Giochi panamericani | Lima     | 200 m misti        | 20º       | 2'08"52     |                  |